# Redowskia
Redowskia es un género de fanerógamas perteneciente a la familia Brassicaceae. Comprende una especie, Redowskia sophiaefolia Cham. & Schlecht.
- Datos: Q10358360